# لوتس إليز
لوتس إليز (بالإنجليزية: Lotus Elise)‏ هي سيارة من تصنيع شركة لوتس (سيارات).